# سكين (اسم)
سكين هو اسم علم مؤنث من أصل عربي، ومعناه هو الجارية الظريفة الخفيفة الروح، والاسم مصغر، مذكره سكين وهو الحمار الذكر.

## شخصيات تحمل الاسم
- سكين دايموند (18 فبراير 1987 – )

## وصلات خارجية
- موسوعة السلطان قابوس لأسماء العرب نسخة محفوظة 5 أبريل 2019 على موقع واي باك مشين.